# Alex Beaulieu-Marchand
Pour les articles homonymes, voir Beaulieu et Marchand.
Alex Beaulieu-Marchand, né le 3 mars 1994, est un skieur acrobatique québécois.
Spécialisé dans l'épreuve de slopestyle, il décroche une médaille de bronze aux Jeux olympiques de 2018.

## Palmarès

### Jeux olympiques
| Édition/Discipline     | Slopestyle |
| JO 2014 (Sotchi )      | 12e        |
| JO 2018 (Pyeongchang ) | Bronze     |

### Winter X Games
- Médaille de bronze du slopestyle en 2017